# Коэффициент ёмкости
Коэффициент массового распределения (коэффициент ёмкости) — в хроматографии отношение количеств компонента в неподвижной {\displaystyle M_{c}} и подвижной {\displaystyle M_{e}} фазах:
{\displaystyle D_{m}={\frac {M_{c}}{M_{e}}}}

## Связь с другими параметрами
При хроматографическом разделении компонентов с коэффициентами массового распределения {\displaystyle K_{1}} и {\displaystyle K_{2}} коэффициент их разделения:
{\displaystyle \alpha _{12}={\frac {K_{1}}{K_{2}}}}.

## Синонимы и рекомендованная терминология
IUPAC рекомендует использовать термин «коэффициент массового распределения», однако в литературе часто употребляется термин «коэффициент ёмкости».